# ماتیاس راندریامامی
ماتیاس راندریامامی (انگلیسی: Mathyas Randriamamy؛ زادهٔ ۲۳ آوریل ۲۰۰۳) بازیکن فوتبال است.
وی همچنین در تیم ملی فوتبال ماداگاسکار بازی کرده‌است.